# Mailoc

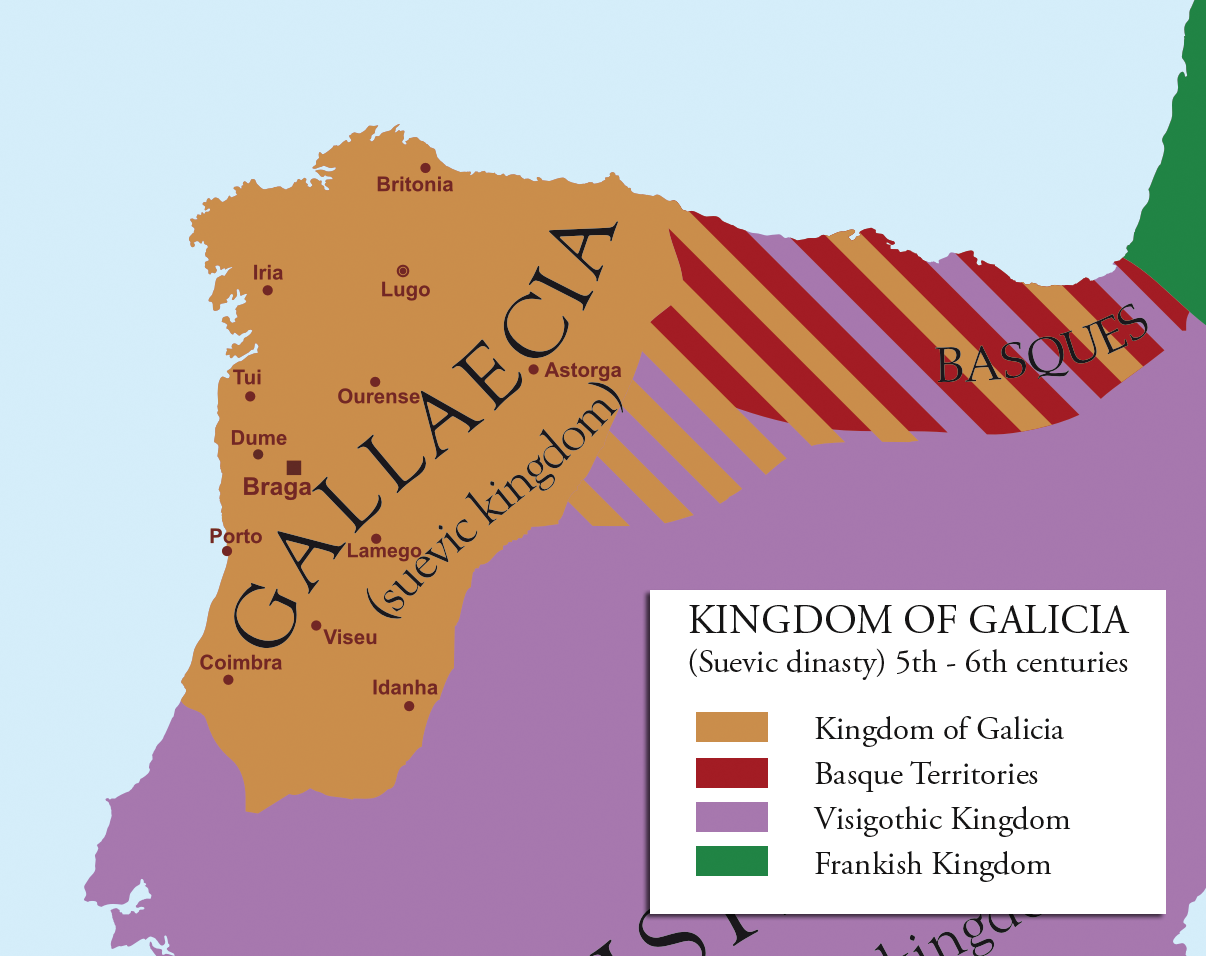
El reino suevo, en el noroeste de la península ibérica, en el s. VI.

Mahiloc, Mailoch, Mailoc o Maelog fue obispo de Britonia en el siglo VI.

## Biografía
La única mención conocida de este personaje en la historiografía es su firma en las actas del segundo concilio de Braga celebrado el año 572 en tiempos del rey Miro, en el que se reunieron los obispos de todas las diócesis del reino suevo:
el metropolitano de Braga Martín, con sus sufragáneos Remisol de Viseu, Lucecio de Coímbra, Adorico de Egitania, Sardinario de Lamego y Viator de Magneto; y el de Lugo Nitigisio con los suyos, Andrés de Iria, Witimiro de Orense, Polemio de Astorga, Anila de Tuy y el propio Mailoc, que firmó en último lugar como el prelado de menor antigüedad.
A partir de tan escasa información, algunos autores han conjeturado que pudiera ser de origen galés, bretón o, más genéricamente, celta, suponiendo que la diócesis de Britonia, mencionada por primera vez en el Parroquial suevo c. 569, habría sido fundada por un grupo de inmigrantes procedentes de las islas británicas empujados por la invasión anglosajona;
otros han apuntado que Mailoc pudiera haber sido miembro de la aristocracia sueva, emparentado con la familia real, rechazando la teoría de que la nueva diócesis hubiera sido erigida por extranjeros.
Tampoco está claro si este prelado es el mismo que con el nombre de Maliosus o Maliocus suscribió las actas del primer concilio de Braga celebrado el año 561 sin mencionar explícitamente su sede, en cuyo caso sería el primer obispo de la diócesis, o si la identificación de ambos fue un error provocado por la mala lectura de las actas de los concilios bracarenses.